# 797 Montana
797 Montana este un asteroid din centura principală, descoperit pe 17 noiembrie 1914, de Holger Thiele.